# Abasár
Abasár je vas na Madžarskem, ki upravno spada pod podregijo Gyöngyösi Županije Heves.
Naselje je bilo ustanovljeno leta 1261 kot Saár (dobesedno Blato).